# 第61回プライムタイム・エミー賞
第61回プライムタイム・エミー賞（だい61かいプライムタイム・エミーしょう）は、2009年9月20日にロサンゼルスのノキア・シアターで発表・授賞式が行われた。クリエイティブ・アート部門は同年の9月12日に発表された。
授賞式のテレビ中継はCBSが担当。司会はニール・パトリック・ハリス。今回コメディ・シリーズ助演男優賞で候補にもなっている。
対象は、2008年6月1日から2009年5月31日までに放送された作品となる。

## 概要

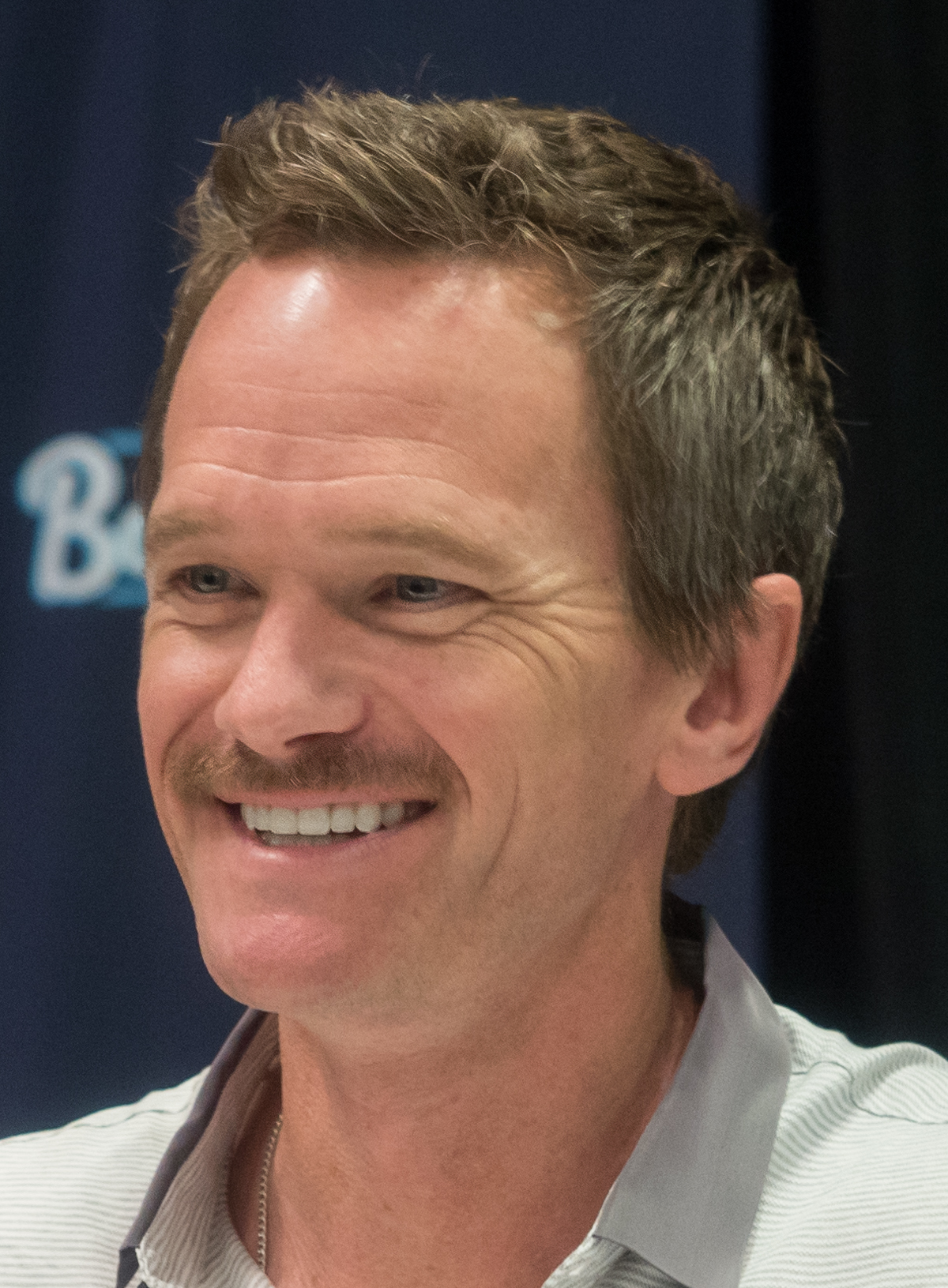
司会のニール・パトリック・ハリス

### 候補について
候補の発表は、7月16日 に、『グレイズ・アナトミー 恋の解剖学』のチャンドラ・ウィルソンと『ビッグバン★セオリー/ギークなボクらの恋愛法則』のジム・パーソンズが担当した。両人ともそれぞれの作品の演技で該当部門で候補になっている。また、ウィルソンは別作品でも候補となりダブル候補となった。
最多候補作は、NBCのコメディシリーズ『30 Rock』の22候補。去年自身が樹立したコメディ・シリーズにおける1シーズンの候補数記録の17候補を2年連続で更新した。続いて、HBOのテレビ映画『グレイ・ガーデンズ 追憶の館』の17候補。これも、テレビ映画における候補数の最多タイ記録となっている。ドラマ・シリーズでは去年のトップでもあったAMCの『マッドメン』が1候補増やした16候補で最多となった。局別の最多はHBOの99候補で史上最多、ネットワーク局ではNBCが17候補増やしトップ。一方で去年のトップだったABCは、21候補減らし55候補となっている。
個人では、前述のチャンドラ・ウィルソン（ドラマ・シリーズ部門の助演女優賞、ミニシリーズ/テレビ映画部門の主演女優賞）を始め、ジョン・ハム（ドラマ・シリーズ部門の主演男優賞、コメディ・シリーズ部門のゲスト男優賞）、ティナ・フェイ（コメディ・シリーズ部門主演女優賞、コメディ・シリーズ部門のゲスト女優賞）などが複数部門で候補になっている。フェイは去年の3部門候補に続いてである。

## 受賞とノミネート
受賞は太字のものである。なお、括弧はアメリカ国内での放送権を持つネットワークであり、製作は異なる場合がある。

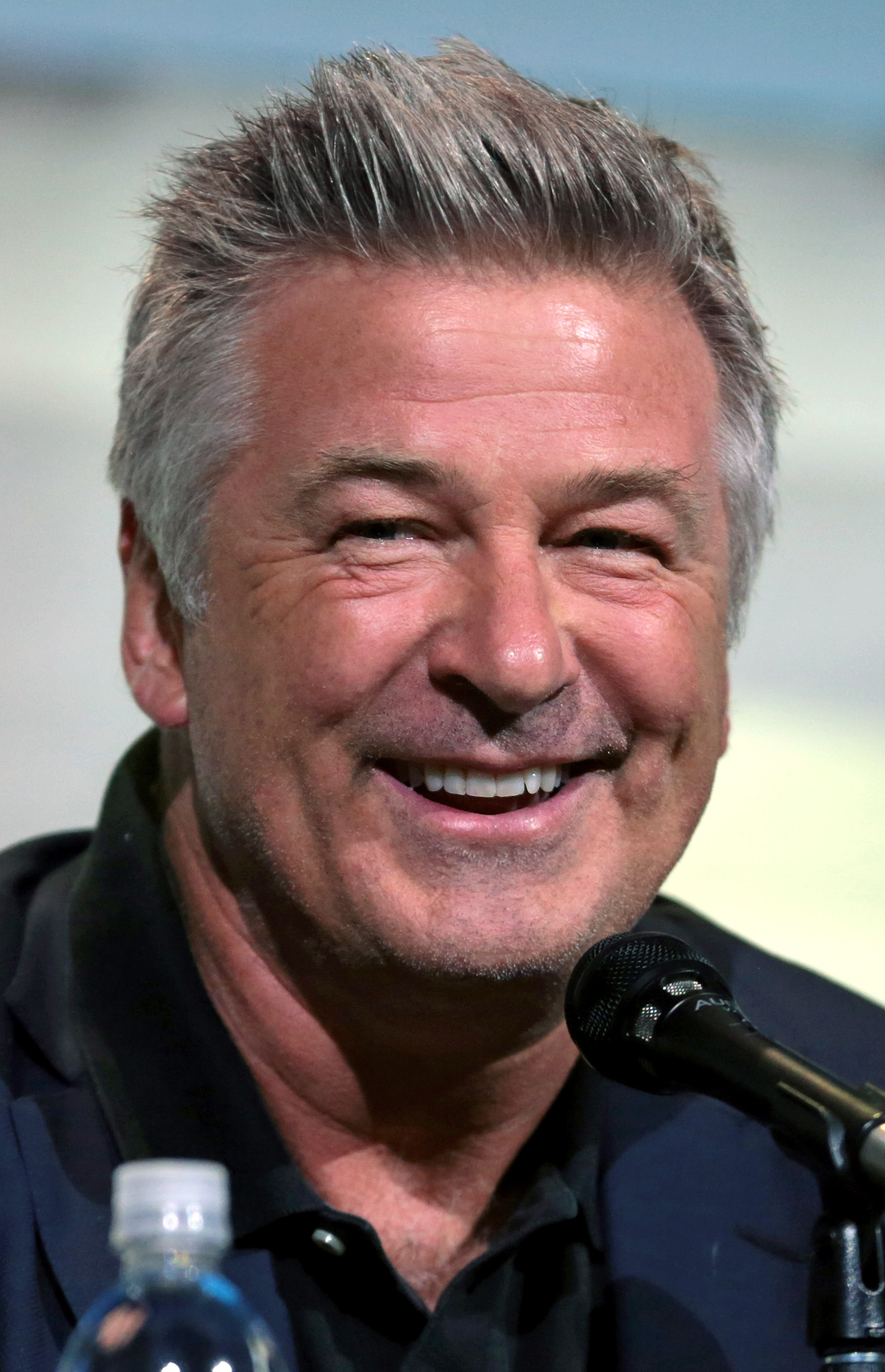
アレック・ボールドウィン 『30 Rock』 コメディ・シリーズ 主演男優賞

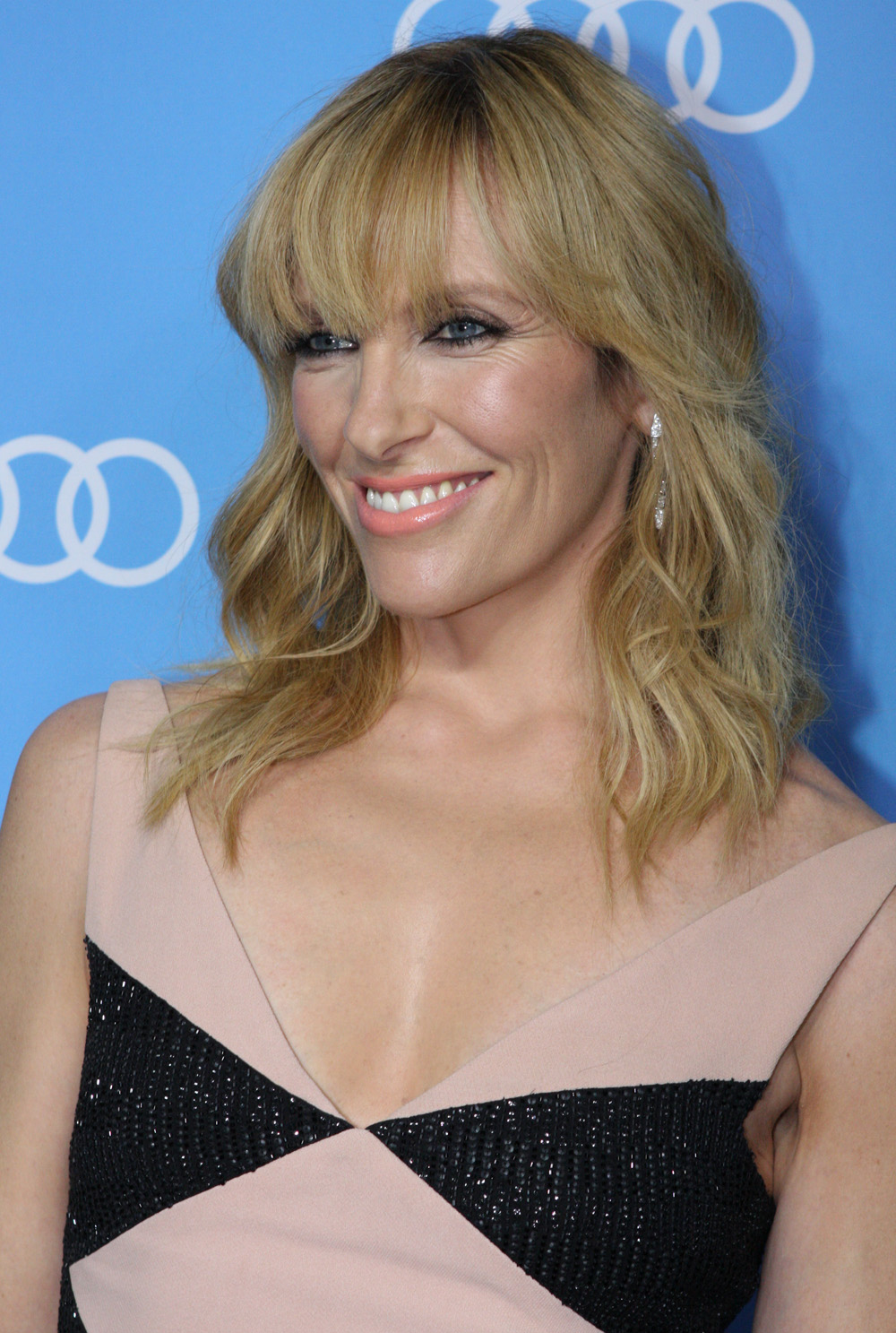
トニ・コレット 『ユナイテッド・ステイツ・オブ・タラ』 コメディ・シリーズ 主演女優賞

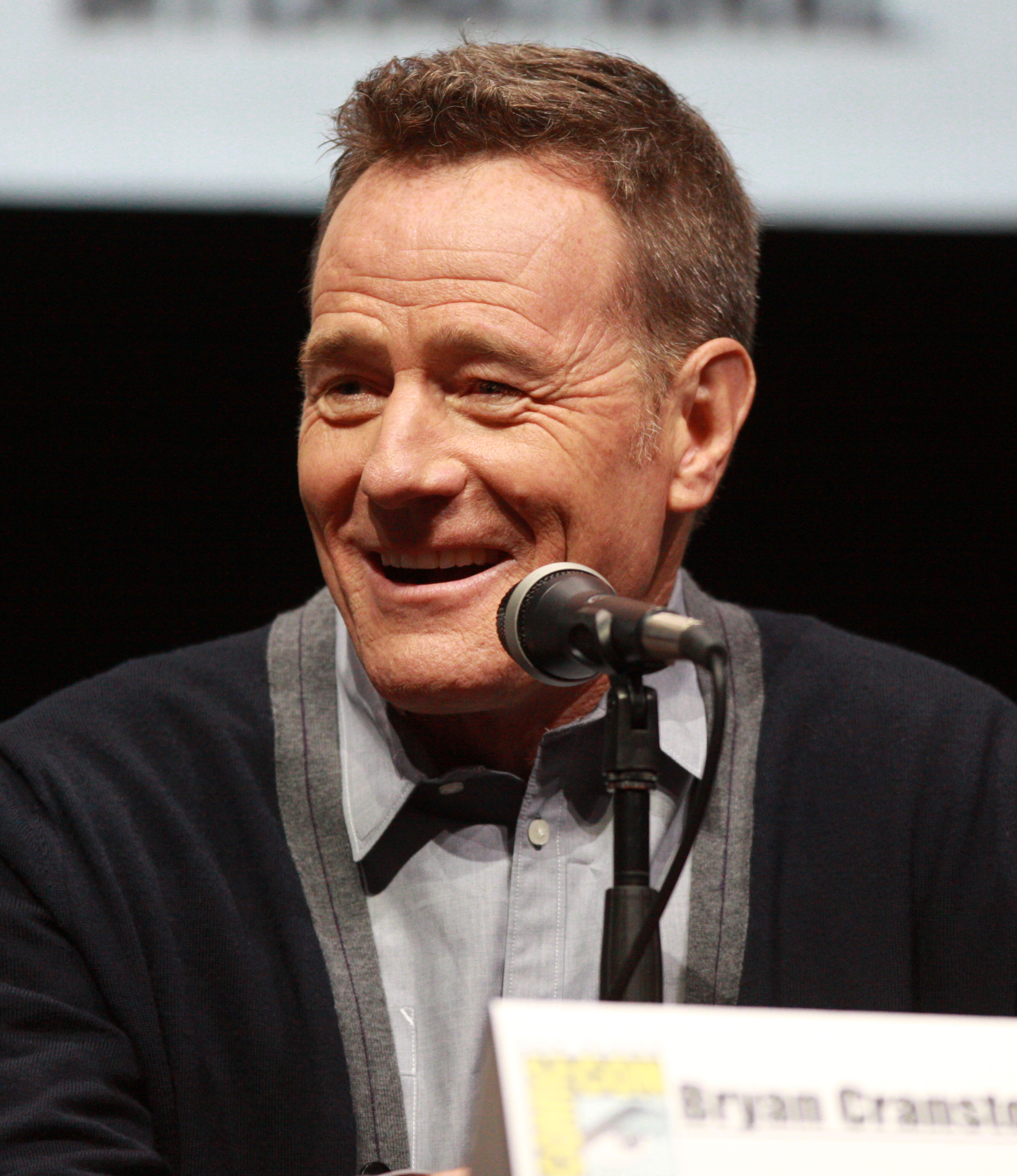
ブライアン・クランストン 『ブレーキング・バッド』 ドラマ・シリーズ 主演男優賞

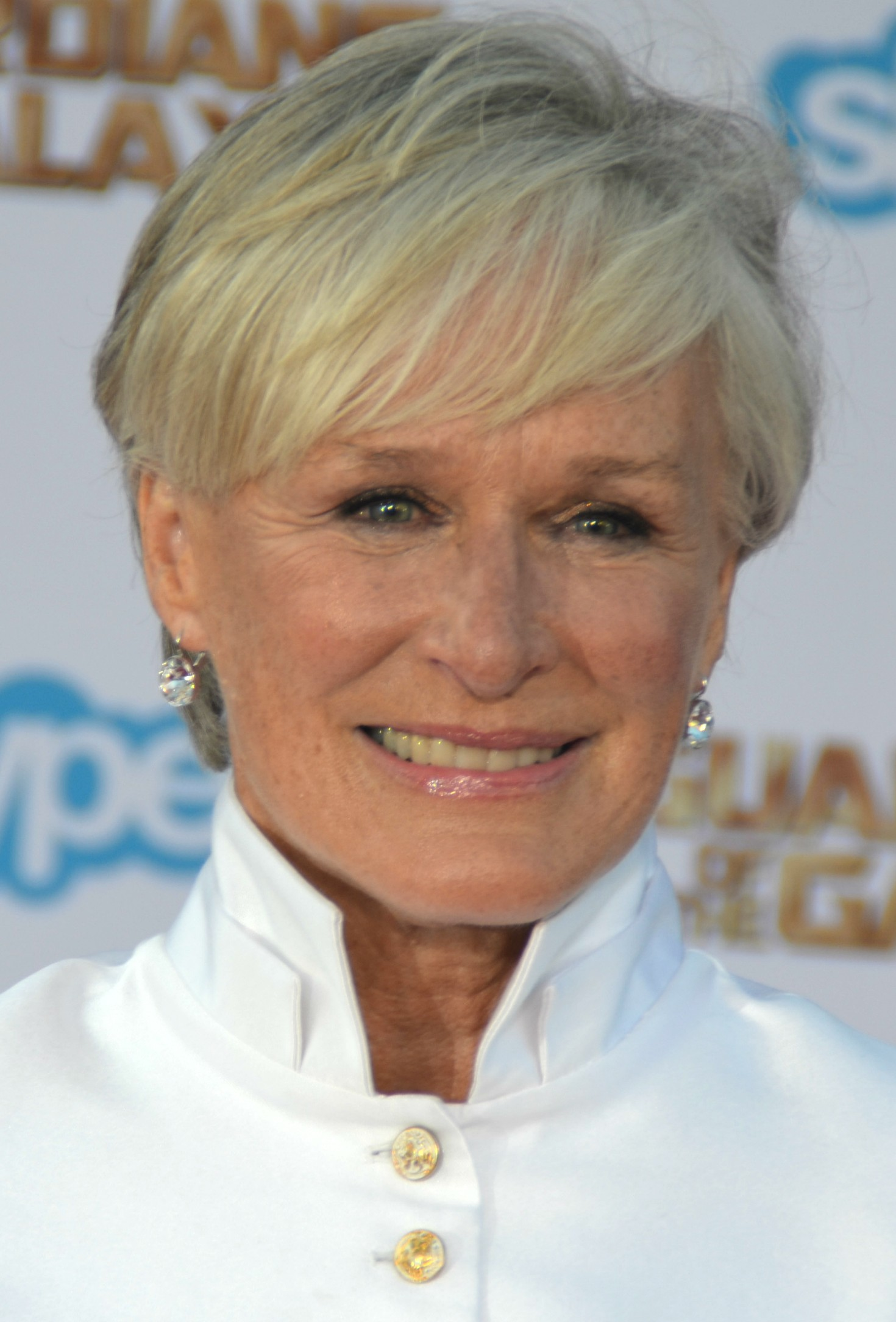
グレン・クローズ 『ダメージ』 ドラマ・シリーズ 主演女優賞

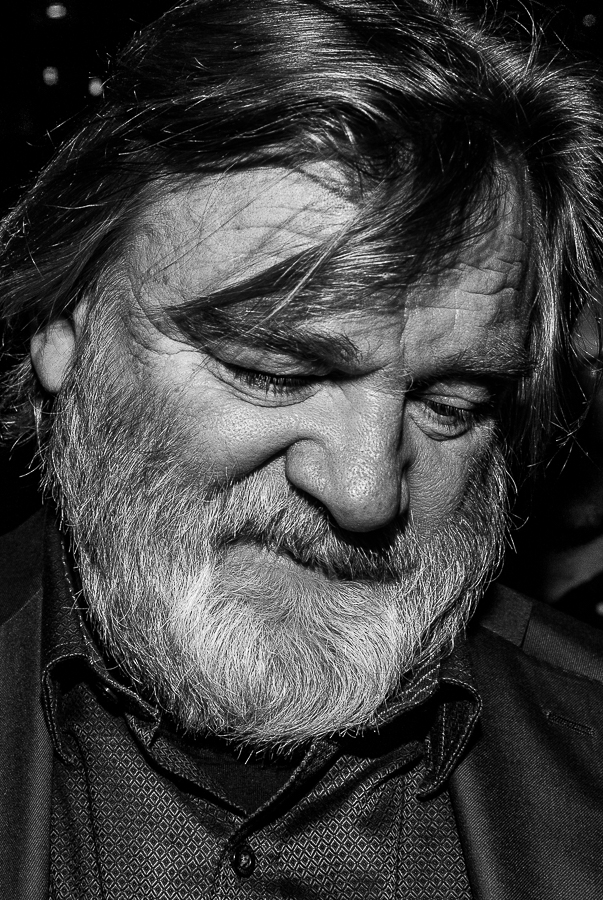
ブレンダン・グリーソン 『チャーチル 第二次大戦の嵐』 ミニシリーズ/テレビ映画 主演男優賞

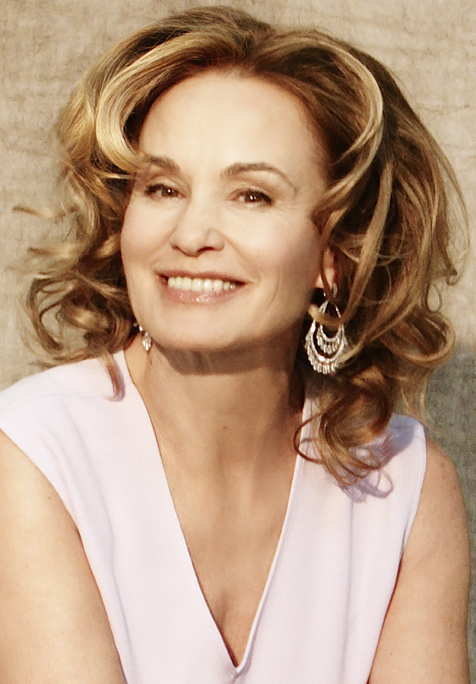
ジェシカ・ラング 『グレイ・ガーデンズ 追憶の館』 ミニシリーズ/テレビ映画 主演女優賞

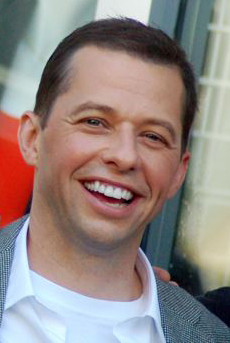
ジョン・クライヤー 『チャーリー・シーンのハーパー★ボーイズ』 コメディ・シリーズ 助演男優賞

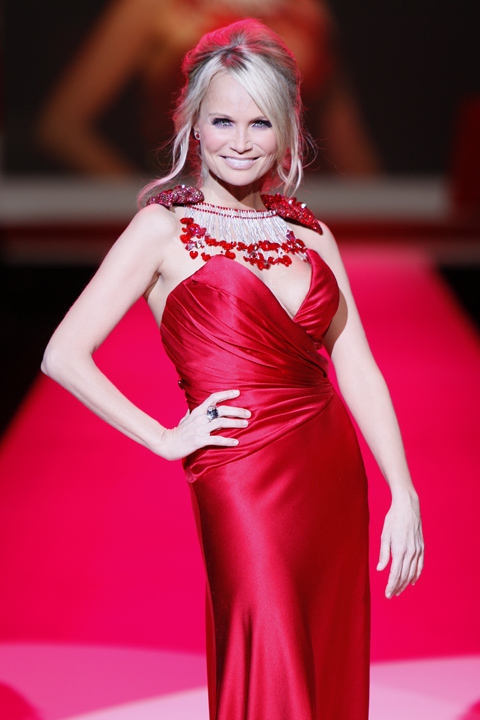
クリスティン・チェノウェス 『プッシング・デイジー 恋するパイメーカー』 コメディ・シリーズ 助演女優賞

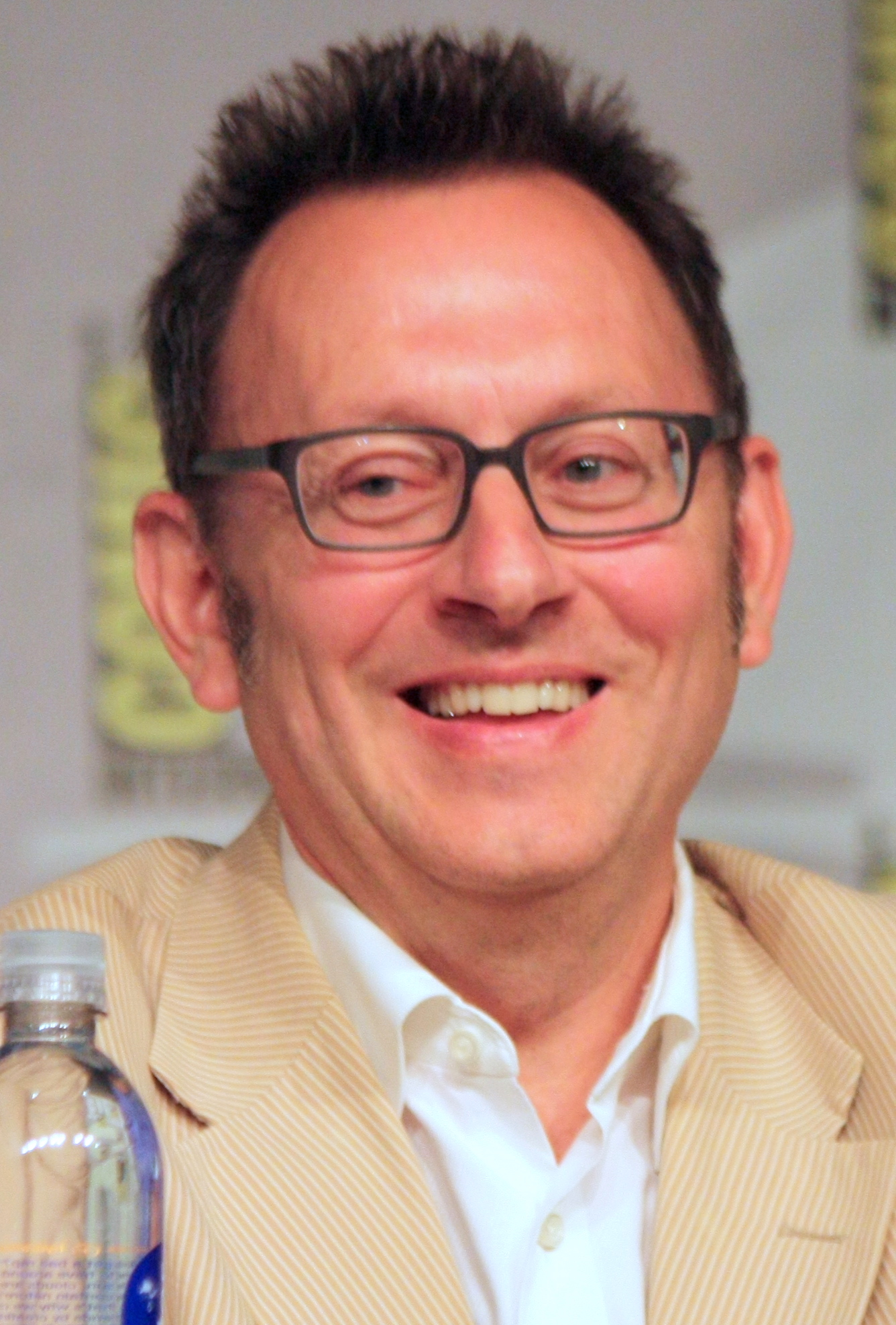
マイケル・エマーソン 『LOST』 ドラマ・シリーズ 助演男優賞

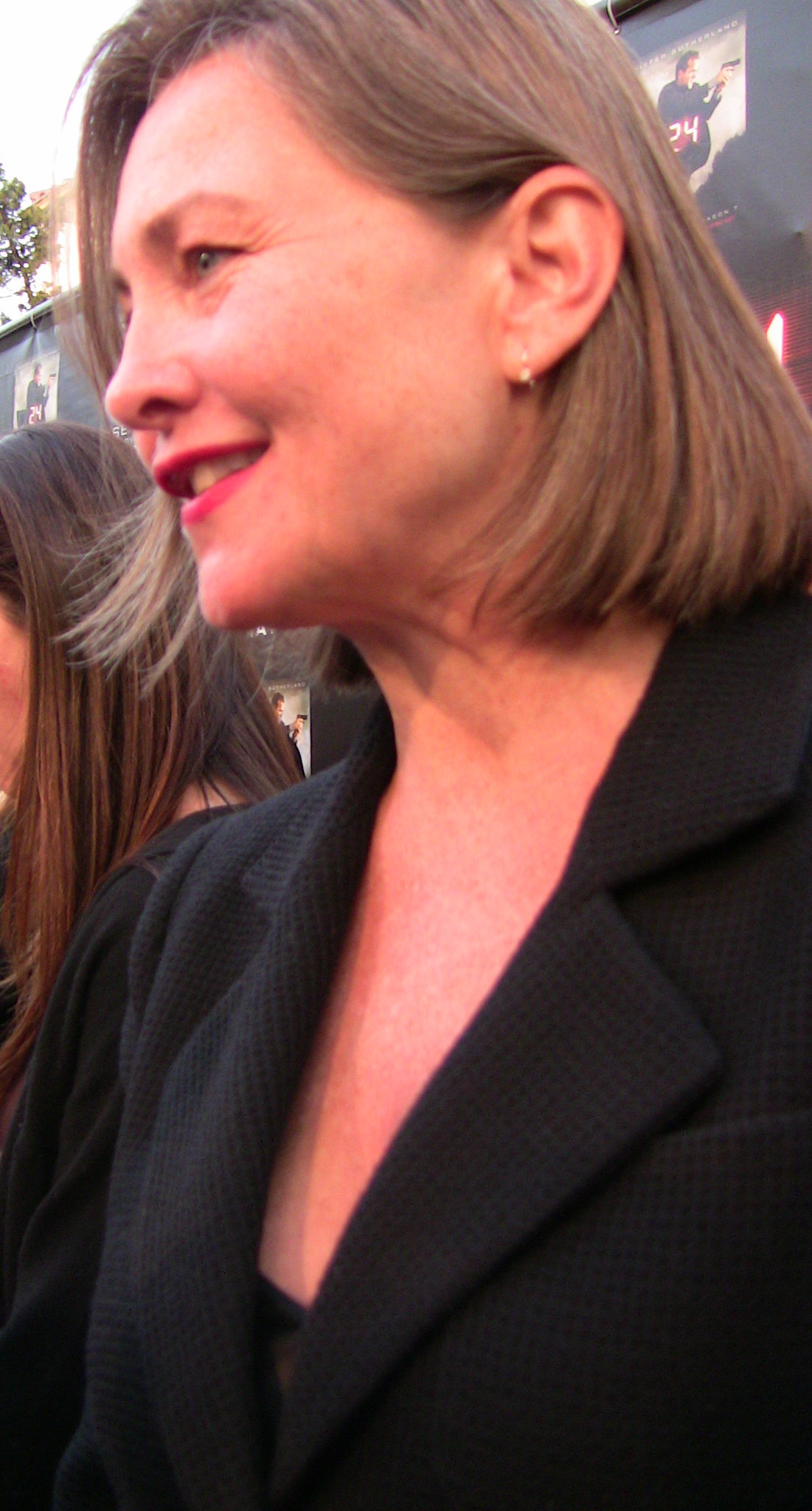
チェリー・ジョーンズ 『24 -TWENTY FOUR-』 ドラマ・シリーズ 助演女優賞

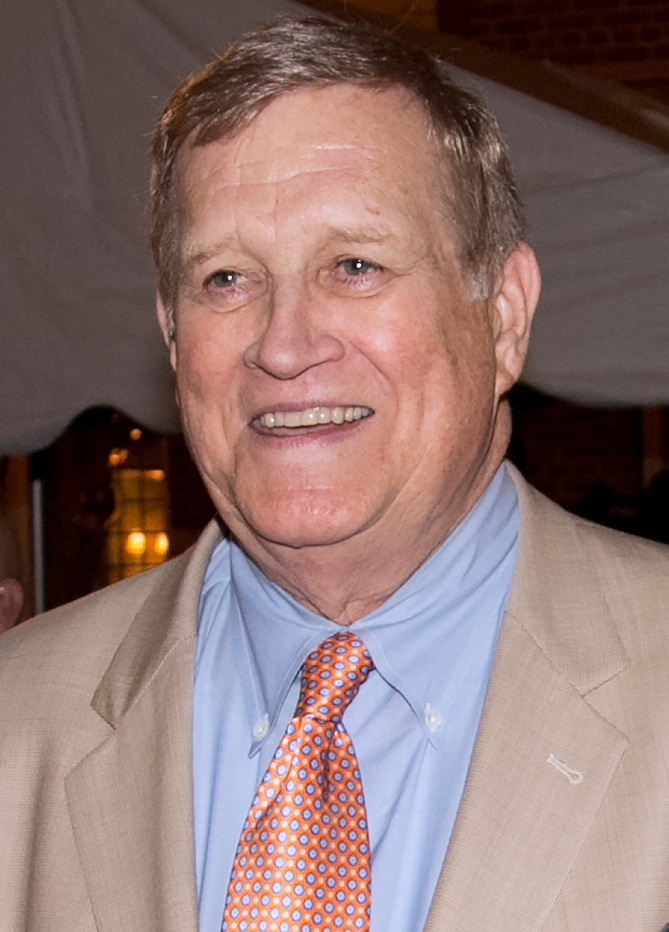
ケン・ハワード 『グレイ・ガーデンズ 追憶の館』 ミニシリーズ/テレビ映画 助演男優賞

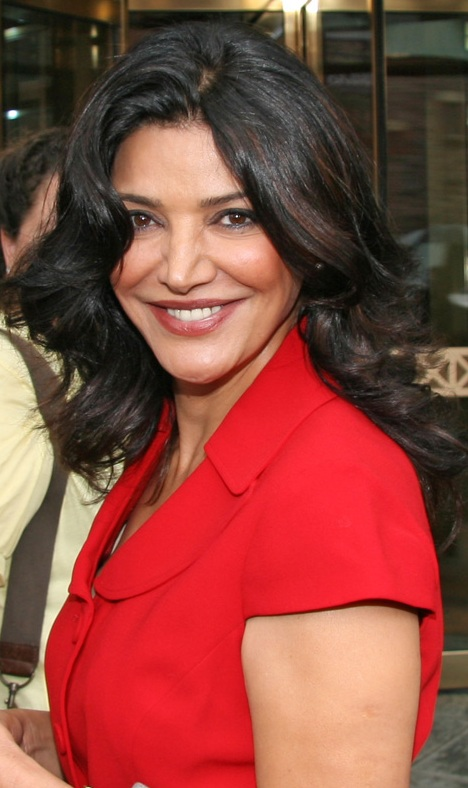
ショーレ・アグダシュルー 『サダム 野望の帝国』 ミニシリーズ/テレビ映画 助演女優賞

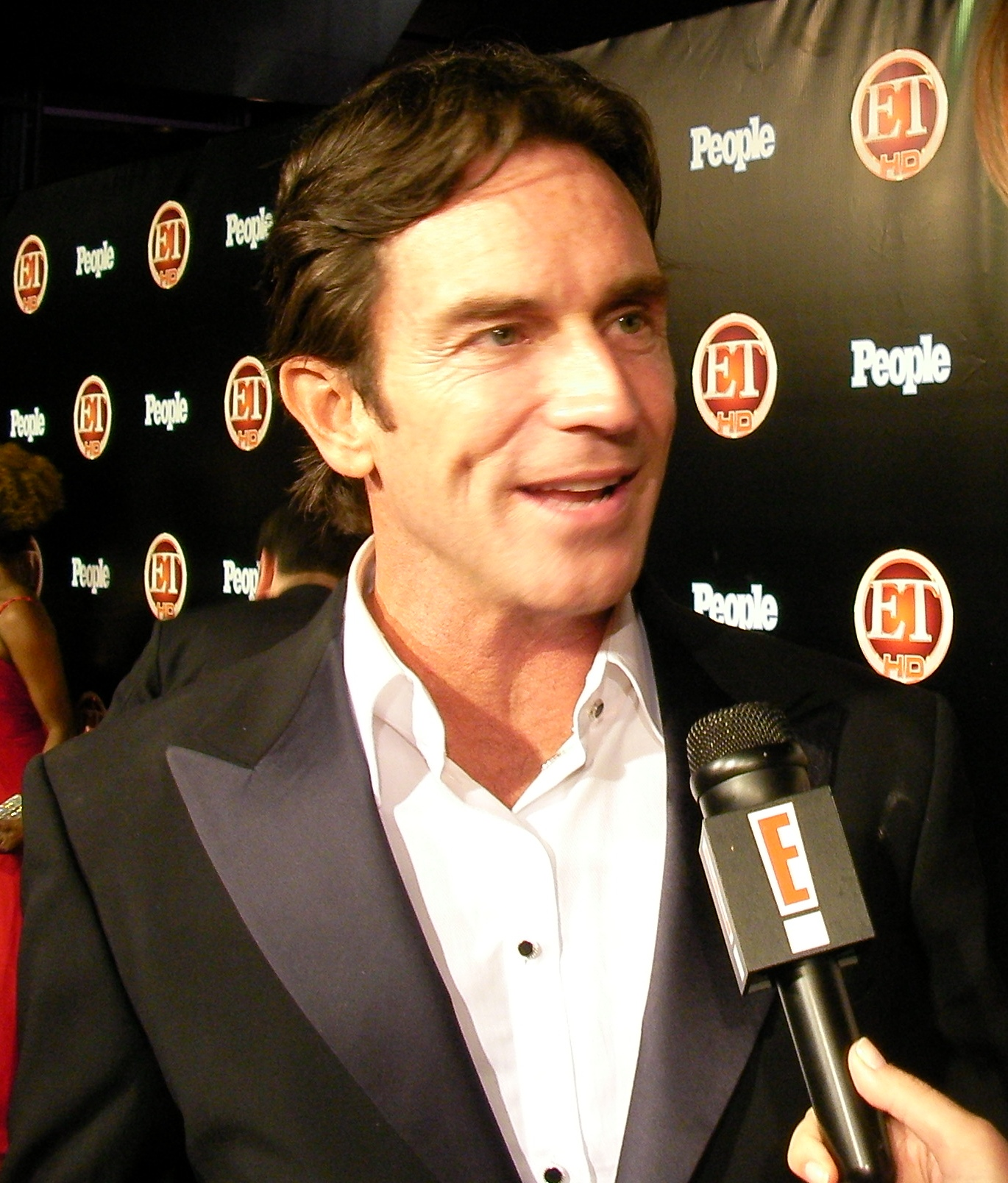
ジェフ・プロブスト 『サバイバー』 司会者賞

### 作品賞（番組賞）
| コメディ・シリーズ | ドラマ・シリーズ |
| --- | --- |
| - 『30 Rock/サーティー・ロック』 (NBC) - 『アントラージュ★オレたちのハリウッド』 (HBO) - 『ファミリー・ガイ』 (Fox) - 『Flight of the Conchords (HBO) - 『ママと恋に落ちるまで』 (CBS) - 『The Office』 (NBC) - 『Weeds ママの秘密』 (Showtime)           | - 『マッドメン』 (AMC) - 『ビッグ・ラブ』 (HBO) - 『ブレイキング・バッド』 (AMC) - 『ダメージ』 (FX) - 『デクスター 警察官は殺人鬼』 (Showtime) - 『Dr.HOUSE』 (Fox) - 『LOST』 (ABC)                                                                               |
| バラエティ・シリーズ | バラエティ・スペシャル |
| - 『ザ・デイリー・ショー・ウィズ・ジョン・スチュワート』 (Comedy Central) - 『コルベア・レポー』 (Comedy Central) - 『レイト・ショー・ウィズ・デイヴィッド・レターマン』 (CBS) - 『Real Time with Bill Maher』 (HBO) - 『サタデー・ナイト・ライブ』 (NBC) | - 『ケネディ・センター名誉賞』 (CBS) - 『Chris Rock: Kill the Messenger』 (HBO) - 『Kathy Griffin: She'll Cut a Bitch』 (Bravo) - 『Ricky Gervais: Out of England—The Stand-Up Special』 (HBO) - 『You're Welcome America. A Final Night with George W Bush』 (HBO) |
| テレビ映画 | ミニシリーズ |
| - 『グレイ・ガーデンズ 追憶の館』 (HBO) - 『ココ・シャネル』 (Lifetime) - 『イントゥザストーム／チャーチル 第二次大戦の嵐』 (HBO) - 『Prayers for Bobby』 (Lifetime) - 『TAKING CHANCE 戦場のおくりびと』 (HBO)                                           | - 『リトル・ドリット』 (PBS) - 『ジェネレーション・キル 兵士たちのイラク戦争』 (HBO) |
| リアリティ・コンペティション | |
| - 『アメージング・レース』 (CBS) - 『アメリカン・アイドル』 (Fox) - 『ダンシング・ウィズ・ザ・スターズ』 (ABC) - 『プロジェクト・ランウェイ』 (Bravo) - 『トップ・シェフ』 (Bravo)                                                                        | |

### 主演男優賞
コメディ・シリーズ 
- アレック・ボールドウィン - 30 Rock
- スティーヴ・カレル - The Office
- ジェマイン・クレメント - The Flight of the Conchords
- ジム・パーソンズ - ビッグバン★セオリー/ギークなボクらの恋愛法則
- トニー・シャルーブ - 名探偵モンク
- チャーリー・シーン - チャーリー・シーンのハーパー★ボーイズ

 ドラマ・シリーズ
- サイモン・ベイカー - メンタリスト
- ガブリエル・バーン - In Treatment
- ブライアン・クランストン - ブレーキング・バッド
- マイケル・C・ホール - デクスター 警察官は殺人鬼
- ジョン・ハム - マッドメン
- ヒュー・ローリー - Dr.HOUSE

 ミニシリーズ/テレビ映画 
- ケヴィン・ベーコン - Taking Chance
- ケネス・ブラナー - 刑事ヴァランダー 白夜の戦慄 #3 友の足跡
- ブレンダン・グリーソン - チャーチル　第二次大戦の嵐
- ケヴィン・クライン - シラノ・ド・ベルジュラック (Great Performances[3])
- イアン・マッケラン - ロイヤル・シェイクスピア・カンパニー「リア王」[4]
- キーファー・サザーランド - 24 リデンプション

### 主演女優賞
コメディ・シリーズ 
- クリスティーナ・アップルゲイト - サマンサ Who?
- トニ・コレット - ユナイテッド・ステイツ・オブ・タラ
- ティナ・フェイ - 30 Rock / サーティー・ロック
- ジュリア・ルイス＝ドレイファス - The New Adventures of Old Christine
- メアリー＝ルイーズ・パーカー - Weeds ママの秘密
- サラ・シルヴァーマン - The Sarah Silverman Program

 ドラマ・シリーズ 
- グレン・クローズ - ダメージ
- サリー・フィールド - ブラザーズ&シスターズ
- マリスカ・ハージティ  - LAW & ORDER:性犯罪特捜班
- ホリー・ハンター - 女捜査官グレイス 〜 天使の保護観察中
- エリザベス・モス - マッドメン
- キーラ・セジウィック - クローザー

 ミニシリーズ/テレビ映画 
- ドリュー・バリモア - グレイ・ガーデンズ 追憶の館
- ジェシカ・ラング - グレイ・ガーデンズ 追憶の館
- シャーリー・マクレーン - ココ・シャネル
- シガニー・ウィーバー - Prayers for Bobby
- チャンドラ・ウィルソン - Accidental Friendship

### 助演男優賞
コメディ・シリーズ
- ジョン・クライヤー - チャーリー・シーンのハーパー★ボーイズ
- ケヴィン・ディロン - アントラージュ★オレたちのハリウッド
- ニール・パトリック・ハリス - ママと恋に落ちるまで
- ジャック・マクブラヤー - 30 Rock / サーティー・ロック
- トレイシー・モーガン - 30 Rock / サーティー・ロック
- レイン・ウィルソン - The Office

 ドラマ・シリーズ 
- クリスチャン・クレメンソン - ボストン・リーガル
- マイケル・エマーソン - LOST
- ウィリアム・ハート - ダメージ
- アーロン・ポール - ブレイキング・バッド
- ジョン・スラッテリー - マッドメン
- ウィリアム・シャトナー - ボストン・リーガル

 ミニシリーズ/テレビ映画 
- レン・キャリオー- チャーチル 第二次大戦の嵐
- トム・コートネイ - リトル・ドリット
- ケン・ハワード - グレイ・ガーデンズ 追憶の館
- ボブ・ニューハート - ライブラリアン ユダの聖杯伝説
- アンディ・サーキス - リトル・ドリット

### 助演女優賞
コメディ・シリーズ 
- クリスティン・チェノウェス - プッシング・デイジー 恋するパイメーカー
- エイミー・ポーラー - サタデー・ナイト・ライブ
- ジェーン・クラコウスキー - 30 Rock / サーティー・ロック
- エリザベス・パーキンス - Weeds ママの秘密
- クリスティン・ウィグ - サタデー・ナイト・ライブ
- ヴァネッサ・ウィリアムス - アグリー・ベティ

 ドラマ・シリーズ 
- ローズ・バーン - ダメージ
- ホープ・デイヴィス - In Treatment
- チェリー・ジョーンズ - 24 -TWENTY FOUR-
- サンドラ・オー - グレイズ・アナトミー 恋の解剖学
- ダイアン・ウィースト - In Treatment
- チャンドラ・ウィルソン - グレイズ・アナトミー 恋の解剖学

 ミニシリーズ/テレビ映画
- ショーレ・アグダシュルー - サダム 野望の帝国
- マーシャ・ゲイ・ハーデン - イレーナ・センドラー 2500人の命のために
- ジャネット・マクティア - チャーチル 第二次大戦の嵐
- ジーン・トリプルホーン - グレイ・ガーデンズ 追憶の館
- シシリー・タイソン - Relative Stranger

### 司会者賞
- トム・バーゲロン - Dancing with the Stars
- フィル・コーハン- アメージング・レース
- ハイジ・クラム - プロジェクト・ランウェイ
- パドマ・ラクシュミ、Tom Colicchio - トップ・シェフ
- ジェフ・プロブスト - サバイバー
- ライアン・シークレスト - アメリカンアイドル

### 監督賞（演出賞）
コメディ・シリーズ 
- ベス・マッカーシー - 30 Rock『恐怖の同窓会』（原題： "Reunion"、第3シーズン第5話）
- Millicent Shelton - 30 Rock 『アポロ!アポロ!（英語版）』（原題："Apollo, Apollo"、第3シーズン第16話）
- トッド・ホランド - 30 Rock / サーティー・ロック 『モレダ将軍のモテ講座（英語版）』 （原題："Generalissimo"、第3シーズン第10話）
- ジュリアン・ファリノ- アントラージュ★オレたちのハリウッド "Tree Trippers" （第5シーズン第5話）
- ジェームズ・ボビン - Flight of the Conchords "The Tough Brets"（第2シーズン第3話）
- ジェフ・ブリッツ- The Office "Stress Relief"（第5シーズン第13話）

 ドラマ・シリーズ
- マイケル・ライマー - GALACTICA/ギャラクティカ "Daybreak (Part 2)"（第4シーズン第22話）
- ビル・デリア - ボストン・リーガル "Made In China/Last Call"（第5シーズン第12・13話）
- トッド・A・ケスラー - ダメージ『対決 』 （原題:"Trust Me"、第2シーズン第13話）
- ロッド・ホルコム - ER緊急救命室 『そして最後に』（原題："And in the End"、第15シーズン第22話）
- フィル・エイブラハム - マッドメン 『別世界』（原題:"The Jet Set" 、第2シーズン第11話）

 ミニシリーズ/テレビ映画 
- スザンナ・ホワイト  - ジェネレーション・キル 兵士たちのイラク戦争 "Bomb In The Garden"
- マイケル・スーシー- グレイ・ガーデンズ 追憶の館
- サディウス・オサリヴァン - チャーチル 第二次大戦の嵐
- ディアブラ・ウォルシュ - リトル・ドリット （Part 1）
- ロス・カッツ - Taking Chance
- フィリップ・マーティン - 刑事ヴァランダー 白夜の戦慄 『友の足跡』 （原題:"One Step Behind"、第3話）

 バラエティ/音楽/コメディ番組 
- Bruce Gowers - アメリカンアイドル
- Jim Hoskinson - The Colbert Report （第4シーズン第159話）
- チャック・オニール - The Daily Show With Jon Stewart （第13シーズン第107話）
- Jerry Foley - レイト・ショー・ウィズ・デイヴィッド・レターマン （第29シーズン第32話）
- ハル・グラント - Real Time with Bill Maher （第7シーズン第5話）
- ドン・ロイ・キング - サタデー・ナイト・ライブ （司会：ジャスティン・ティンバーレイク）

### 脚本賞
コメディ・シリーズ 
- マット・ハバード - 30 Rock『恐怖の同窓会』（原題： "Reunion"、第3シーズン第5話）
- ロバート・カーロック - 30 Rock 『アポロ!アポロ!（英語版）』（原題："Apollo, Apollo"、第3シーズン第16話）
- ロン・ワイナー - 30 Rock『まんまマンマ・ミーア!』（原題："Mamma Mia" 、第3シーズン第21話）
- Jack Burditt、ロバート・カーロック - 30 Rock 『ウィ・アー・ザ・30 ROCK』（原題："Kidney Now!"、第3シーズン第22話）
- ジェームズ・ボビン、ジェマイン・クレメント、Bret McKenzie - Flight of the Conchords "Prime Minister"（第2シーズン第7話）

 ドラマ・シリーズ 
- カールトン・キューズ、デイモン・リンデロフ- LOST 『ジェイコブ』/『運命の午後』("The Incident")（第5シーズン第16・17話）
- ロビン・ファイト、マシュー・ワイナー - マッドメン『前に進むとき』(原題："A Night To Remember")（第2シーズン第8話）
- アンドレ・ジャケメットン、マリア・ジャケメットン、マシュー・ワイナー - マッドメン『忘れられない夜』(原題： "Six Month Leave") （第2シーズン第9話）
- マシュー・ワイナー  - マッドメン『別世界』(原題: "The Jet Set") （第2シーズン第11話）
- カーター・ゴードン、マシュー・ワイナー  - マッドメン『危うさの中の瞑想』(原題:"Meditations in an Emergency")（第2シーズン第13話）

 ミニシリーズ/テレビ映画 
- デヴィッド・シモン  - ジェネレーション・キル 兵士たちのイラク戦争 "Bomb In The Garden"
- マイケル・サシー、パトリシア・ロゼマ- グレイ・ガーデンズ 追憶の館
- ヒュー・ホイットモア - チャーチル 第二次大戦の嵐
- アンドリュー・デイヴィス - リトル・ドリット
- LtCol Michael R. Strobl, USMC (Ret.)、ロス・カッツ - Taking Chance

 バラエティ/音楽/コメディ番組 
- コルベア・レポー
- The Daily Show With Jon Stewart
- レイト・ナイト・ウィズ・コナン・オブライエン
- レイト・ショー・ウィズ・デイヴィッド・レターマン
- サタデー・ナイト・ライブ

## プライムタイム・クリエイティブ・アート・エミー賞

### ノンフィクション番組賞
シリーズ 
- American Experience
- American Masters
- Anthony Bourdain: No Reservations
- Biography
- ベーリング海の一攫千金
- This American Life

 スペシャル 
- 102 Minutes That Changed America
- Farrah's Story
- Michael J. Fox: Adventures of an Incurable Optimist
- Roman Polanski: Wanted and Desired
- The Alzheimer's Project

 映像制作の優秀な功績  
- Section 60: Arlington National Cemetery
- The Memory Loss Tapes

### リアリティ番組賞
- Antiques Roadshow
- さすらいのドッグトレーナー
- 突撃!大人の職業体験
- Intervention
- Kathy Griffin: My Life on the D-List
- 怪しい伝説

### アニメーション番組賞
1時間未満 
- アメリカン・ダッド "Sixteen-Hundred Candles"
- Robot Chicken "Robot Chicken: Star Wars Episode II"
- サウス・パーク "Margaritaville"
- ザ・シンプソンズ "Gone Maggie Gone"

 1時間以上 
- Afro Samurai: Resurrection （『アフロサムライ』より）
- フォスターズ・ホームは永遠に （『フォスターズ・ホーム』より)

 ボイスオーバー・パフォーマンス賞 
- スコット・マクファーレン - ファミリー・ガイ
- セス・グリーン - Robot Chicken
- ダン・カステラネタ  - ザ・シンプソンズ
- ハリー・シェアラー - ザ・シンプソンズ
- ハンク・アザリア - ザ・シンプソンズ
- ロン・リフキン - American Masters

### 子供向け番組賞
- シークレット・アイドル ハンナ・モンタナ
- iCarly
- ウェイバリー通りのウィザードたち

### スペシャルクラス番組賞
- 第81回アカデミー賞授賞式
- 北京オリンピック開会式
- Carnegie Hall Opening Night 2008: A Celebration of Leonard Bernstein (Great Performances)
- George Carlin: The Kennedy Center Mark Twain Prize
- 第62回トニー賞授賞式

 短編形式アニメ番組 
- フィニアスとファーブ- 『怪物コンテスト』 （原題:"The Monster Of Phineas-N-Ferbenstein"、第1シーズン第22話）
- スポンジボブ "Dear Vikings"

 短編形式実写エンタテイメント番組 
- 30 Rock's Kenneth the Web Page
- Battlestar Galactica: The Face Of The Enemy
- Bruce Springsteen Super Bowl Halftime Show
- Dr. Horrible's Sing-Along Blog
- The Daily Show: The Daily Show Correspondents On Jon Stewart

 短編形式ノンフィクション番組 
- Jay Leno's Garage
- Writer's Draft

### ゲスト男優賞
コメディ・シリーズ 
- アラン・アルダ - 30 Rock『まんまマンマ・ミーア!』（原題： "Mamma Mia" 、第3シーズン第21話）
- ボー・ブリッジス - デスパレートな妻たち "The Best Thing That Ever Could Have Happened" （第5シーズン第13話）
- ジョン・ハム - 30 Rock『シャボン玉の世界（英語版）』（原題： "The Bubble" 、第3シーズン第15話）
- スティーヴ・マーティン - 30 Rock 『伝説のビジネスマン 』（原題:"Gavin Volure"、第3シーズン第4話）
- ジャスティン・ティンバーレイク - サタデー・ナイト・ライブ

 ドラマ・シリーズ 
- エドワード・アスナー - CSI:ニューヨーク『父への祈り』(原題： "Yahrzeit"）（第5シーズン第22話）
- アーネスト・ボーグナイン - ER緊急救命室 "And in the End" （第15シーズン第22話）
- テッド・ダンソン - ダメージ "They Had to Tweeze That Out of My Kidney" （第2シーズン第8話）
- マイケル・J・フォックス - レスキュー・ミー NYの英雄たち "Sheila" （第5シーズン第5話）
- ジミー・スミッツ - デクスター 警察官は殺人鬼 『禁断の扉』 （原題:"Go Your Own Way"、第3シーズン第10話）

### ゲスト女優賞
コメディ・シリーズ 
- ジェニファー・アニストン - 30 Rock 『僕の大好きだった番組』（原題："The One With the Cast of 'Night Court'" 、第3シーズン第3話）
- クリスティン・バランスキー - ビッグバン★セオリー/ギークなボクらの恋愛法則『オタク式お金の貸し借りの法則』(原題： "The Maternal Capacitance"）（第2シーズン第15話）
- ティナ・フェイ - サタデー・ナイト・ライブ "Presidential Bash 2008"
- ジーナ・ローランズ - 名探偵モンク 『まぼろしの母』 （原題："Mr. Monk and the Lady Next Door"、第7シーズン第12話）
- エレイン・ストリッチ - 30 Rock 『クリスマス特番』 （原題："Christmas Special"、第3シーズン第6話）
- ベティ・ホワイト - マイネーム・イズ・アール 『カムデンの魔女屋敷』(原題："Witch Lady" ）（第4シーズン第21話）

 ドラマ・シリーズ 
- ブレンダ・ブレッシン - LAW & ORDER:性犯罪特捜班 "Persona" （第10シーズン第8話）
- キャロル・バーネット - LAW & ORDER:性犯罪特捜班 "Ballerina" （第10シーズン第16話）
- エレン・バースティン - LAW & ORDER:性犯罪特捜班 "Swing" （第10シーズン第3話）
- シャロン・ローレンス - グレイズ・アナトミー 恋の解剖学『伝えられない想い』(原題： "No Good At Saying Sorry (One More Chance)"）（第5シーズン第21話）
- CCH・パウンダー - ようこそ!No.1レディース探偵社へ "The Boy With The African Heart" （第1シーズン第4話）

## 複数部門でのノミネート作品
数字は主要部門からの合計で、プライムタイム・クリエイティブ・アート・エミー賞は含まない。
| ノミネート | 作品                                              | ネットワーク |
| ---------- | ------------------------------------------------- | ------------ |
| 18         | 『30 Rock/サーティー・ロック』                    | NBC          |
| 9          | 『マッドメン』                                    | AMC          |
| 7          | 『グレイ・ガーデンズ 追憶の館』                   | HBO          |
| 7          | 『サタデー・ナイト・ライブ』                      | NBC          |
| 6          | 『イントゥザストーム／チャーチル 第二次大戦の嵐』 | HBO          |

| ノミネート | ネットワーク |
| ---------- | ------------ |
| 38         | HBO          |
| 25         | NBC          |
| 17         | CBS          |
| 16         | ABC          |
| 12         | AMC          |

## 複数部門での受賞作品
数字は主要部門からの合計で、プライムタイム・クリエイティブ・アート・エミー賞は含まない。
| 受賞 | 作品                                                   | ネットワーク   |
| ---- | ------------------------------------------------------ | -------------- |
| 3    | 『30 Rock/サーティー・ロック』                         | NBC            |
| 3    | 『グレイ・ガーデンズ 追憶の館                          | HBO            |
| 3    | 『リトル・ドリット』                                   | PBS            |
| 2    | 『ザ・デイリー・ショー・ウィズ・ジョン・スチュワート』 | Comedy Central |
| 2    | 『マッドメン』                                         | AMC            |
| 2    | 『サタデー・ナイト・ライブ』                           | NBC            |

| 受賞 | ネットワーク   |
| ---- | -------------- |
| 8    | NBC            |
| 5    | HBO            |
| 4    | CBS            |
| 3    | AMC            |
| 3    | PBS            |
| 2    | ABC            |
| 2    | Comedy Central |
| 2    | Fox            |
| 2    | FX             |

## 全部門の統計
プライムタイム・クリエイティブ・アート・エミー賞を含む全部門の合計。
| 候補数 | 作品名                                      | 放送局   |
| ------ | ------------------------------------------- | -------- |
| 22     | 30 Rock / サーティー・ロック                | NBC      |
| 17     | グレイ・ガーデンズ 追憶の館                 | HBO      |
| 16     | マッドメン                                  | AMC      |
| 14     | チャーチル 第二次大戦の嵐                   | HBO      |
| 13     | サタデー・ナイト・ライブ                    | NBC      |
| 11     | ジェネレーション・キル 兵士たちのイラク戦争 | HBO      |
| 11     | リトル・ドリット                            | PBS      |
| 10     | 第81回アカデミー賞授賞式                    | ABC      |
| 10     | Dancing with the Stars                      | ABC      |
| 10     | Taking Chance                               | HBO      |
| 9      | The Office                                  | NBC      |
| 8      | アメリカンアイドル                          | FOX      |
| 7      | アメージング・レース                        | CBS      |
| 7      | ダメージ                                    | FX       |
| 6      | Flight of the Conchords                     | HBO      |
| 6      | 24 -TWENTY FOUR-                            | FOX      |
| 6      | Weeds ママの秘密                            | Showtime |

| 放送局            | 候補数 |
| ----------------- | ------ |
| A&E               | 2      |
| * ABC             | 55     |
| AMC               | 23     |
| Animal Planet     | 1      |
| Biography         | 1      |
| Bravo             | 11     |
| Cartoon           | 3      |
| * CBS             | 49     |
| Comedy Central    | 13     |
| * CW              | 2      |
| DirectTV          | 1      |
| Discovery Channel | 7      |
| Disney            | 3      |
| ESPN              | 1      |
| * FOX             | 42     |
| Fox Movie         | 1      |
| FX                | 11     |
| Hallmark          | 2      |
| HBO               | 99     |
| History           | 5      |
| Lifetime          | 5      |
| MTV               | 1      |
| * NBC             | 67     |
| NGC               | 1      |
| Nickelodeon       | 3      |
| * PBS             | 26     |
| Showtime          | 29     |
| Spike TV          | 1      |
| Syfy              | 6      |
| TNT               | 10     |
| Travel            | 3      |
| USA               | 4      |
| その他            | 11     |